# Decauville-Bahn von Vivi
| Historische Landkarte mit den beiden Stromschnellen                                                            |                   |                         |                         |
| Streckenlänge:                                                                                                 | ca. 0,8 km        |                         |                         |
| Spurweite: | vermutlich 500 mm |                         |                         |
| |                   |                         |                         |
| \| \| 0 \| Old Vivi \| Old Vivi \| \| \| \| N'kussu (englisch Kusu) \| \| \| \| 0.8 \| New Vivi \| New Vivi \| |                   |                         |                         |
| U-Bahn-Kopfbahnhof Streckenanfang (Strecke außer Betrieb)                                                      | 0                 | Old Vivi                | Old Vivi                |
| U-Bahn-Brücke über Wasserlauf (Strecke außer Betrieb)                                                          |                   | N'kussu (englisch Kusu) | N'kussu (englisch Kusu) |
| U-Bahn-Kopfbahnhof Streckenende (Strecke außer Betrieb)                                                        | 0.8               | New Vivi                | New Vivi                |

Die Decauville-Bahn von Vivi war eine im Februar 1884 errichtete Schmalspurbahn von Old Vivi nach New Vivi in der Provinz Kongo Central der heutigen Demokratischen Republik Kongo.

## Geschichte
Nachdem der Afrikaforscher Henry Morton Stanley 1880 Old Vivi gegründet hatte, entschloss er sich aufgrund des dort häufig vorkommenden Malaria-Fibers, die Stadt auf einem 800 m weiter östlich gelegenen Plateau zu errichten. Dafür errichtete er eine Straße, die mit leichtem Gefälle von Old Vivi zum Fluss hinunterführte, diesen auf einer Brücke überquerte und auf der anderen Flussseite bergauf nach New Vivi führte. Darauf verlegte er die Schmalspurbahn mit vorgefertigten Jochen des Decauville-Systems. Sie hatte vermutlich die damals übliche Spurweite von 500 mm. Die fliegenden Gleise wurden angeblich auch dafür verwendet, um das zerlegbare Dampfschiff für den oberen Kongo über das Plateau und um die beiden Stromschnellen herum zum Stanley Pool zu transportieren.
Der österreichische Geograph Josef Chavanne fragte sich, wozu dieser bergab und jenseits der Schlucht wieder bergauf führende Schienenweg angelegt worden war, der während seines Besuchs offensichtlich nicht mehr genutzt wurde und seiner Vermutung nach überhaupt niemals benutzt worden ist. Er hielt ihn für unbrauchbar, da die Beförderung von Waren auf einer solchen Eisenbahn mehr Arbeitskraft erfordert hätte, als wenn sie nach Landessitte auf dem Kopf getragen worden wären. Es wurde daher angenommen, dass das Vorhandensein eines Schienenwegs – unter Vernachlässigung seines Zustandes – für ein bevorstehendes Anpreisungsverfahren ausgenutzt werden sollte.